# Liste der denkmalgeschützten Objekte in Horní Jiřetín
Grundlage dieser Liste der denkmalgeschützten Objekte in Horní Jiřetín ist die ÚSKP-Liste (Ústřední seznam kulturních památek České republiky, deutsch Zentrale Liste der Kulturdenkmäler der Tschechischen Republik), die von der tschechischen Denkmalschutzbehörde NPÚ (Národní památkový ústav, deutsch Nationale Denkmalbehörde) seit 1987 geführt wird und an die seit dem Jahr 1850 geschaffenen Listen anschließt.

## Denkmalgeschützte Objekte nach Ortsteilen

### Horní Jiřetín(Obergeorgenthal)
| Lage                                 | Objekt                              | Beschreibung | ÚSKP-Nr.                 | Bild                                |
| ------------------------------------ | ----------------------------------- | --- | ------------------------ | ----------------------------------- |
| Horní Jiřetín (Standort)             | Pfarrkirche Mariä Himmelfahrt       | Pfarrkirche Mariä Himmelfahrt, errichtet 1694–1700 nach Entwurf von Jean Baptiste Mathey (1630–1695)                                               | 42353/5-334 Info Katalog | weitere Bilder                      |
| Horní Jiřetín, Školní 124 (Standort) | Pfarrhaus                           | Pfarrhaus | 43007/5-338 Info Katalog | Pfarrhaus                           |
| Horní Jiřetín (Standort)             | Statue des hl. Johannes von Nepomuk | Statue des hl. Johannes von Nepomuk, an der Pfarrkirche Mariä Himmelfahrt                                                                          | 43025/5-335 Info Katalog | Statue des hl. Johannes von Nepomuk |
| Horní Jiřetín, ul. Horská (Standort) | Skulptur des hl. Georg              | Skulptur des hl. Georg mit Sockel (1691), rechts der Straße nach Nová Ves v Horách (Gebirgsneudorf), urspr. an der Nikolauskirche in Dolní Jiřetín | 42796/5-319 Info Katalog | Skulptur des hl. Georg              |
| Horní Jiřetín, ul. Horská (Standort) | Statue des hl. Laurentius           | Statue des hl. Laurentius, am Haus Nr. 260 | 42299/5-336 Info Katalog | Statue des hl. Laurentius           |
| Horní Jiřetín, Mostecká (Standort)   | Kruzifix                            | Kruzifix am Haus Nr. 71 | 43715/5-337 Info Katalog | Kruzifix                            |

### Dolní Jiřetín(Niedergeorgenthal)
| Lage                     | Objekt            | Beschreibung | ÚSKP-Nr.                  | Bild              |
| ------------------------ | ----------------- | --- | ------------------------- | ----------------- |
| Dolní Jiřetín (Standort) | Schacht „Centrum“ | Kohlengrube Schacht „Centrum“ aus dem Jahr 1888, unter Denkmalschutz: Grubengebäude, Fördertürme und Maschinenhaus C1 und C2, Werkstätten, Bäder, Lagerhalle, Bergbaumaschinen | 51082/5-5910 Info Katalog | Schacht „Centrum“ |

### Černice(Tschernitz)
| Lage                                   | Objekt                        | Beschreibung | ÚSKP-Nr.                 | Bild           |
| -------------------------------------- | ----------------------------- | --- | ------------------------ | -------------- |
| Černice, westlich des Ortes (Standort) | Burg Hausberg (Hrad Hausberk) | Hrad Hausberk (Hrad u Albrechtic), zerstört (Ausgrabungsstätte) auf dem Černický vrch (Sattelberg), westlich vom Ort | 42321/5-316 Info Katalog | weitere Bilder |

### Jezeří(Eisenberg)
| Lage                                       | Objekt                                    | Beschreibung | ÚSKP-Nr.                  | Bild                                |
| ------------------------------------------ | ----------------------------------------- | --- | ------------------------- | ----------------------------------- |
| Jezeří Nr. 1 (Standort)                    | Schloss Eisenberg (Zámek Jezeří)          | Barockschloss Jezeří | 42992/5-298 Info Katalog  | weitere Bilder                      |
| Jezeří, südlich vom Schloss (Standort)     | Arboretum Jezeří                          | Arboretum Jezeří, früher Englischer Garten am Schloss Eisenberg | 44056/5-5373 Info Katalog | weitere Bilder                      |
| Jezeří, südlich vom Schloss (Standort)     | Grafenkapelle (ehem. Lobkowicz-Mausoleum) | Kapelle der Unbefleckten Empfängnis der Jungfrau Maria, ehem. Lobkowicz-Mausoleum, auch Grafenkapelle (Hraběcí kaple), im Volksmund auch Teufelskapelle genannt, im Wald südlich vom Schlossgelände | 43197/5-299 Info Katalog  | weitere Bilder                      |
| Jezeří, südwestlich vom Schloss (Standort) | Wegkapelle                                | Wegkapelle im Wald oberhalb der Grafenkapelle, südwestlich vom Schlossgelände | 42876/5-301 Info Katalog  | Wegkapelle                          |
| Jezeří, unterhalb vom Schloss (Standort)   | Eisenberger Stollen (Jezerní štola)       | Eisenberger Stollen (Jezerní štola), ehem. Bergwerk mit Resten von Eisenerzen am Hang unterhalb vom Schloss                                                                                         | 11393/5-5774 Info Katalog | Eisenberger Stollen (Jezerní štola) |
| Jezeří, bei Podhůří (Standort)             | Talsperre Jezeří                          | Talsperre Jezeří, auch Moritz-Talsperre genannt, beim ehem. Ort Podhůří (Schimberg) im Okres Chomutov, errichtet 1902–1904,                                                                         | 42932/5-302 Info Katalog  | weitere Bilder                      |